# インノケンティウス3世 (ローマ教皇)
インノケンティウス3世（インノケンティウス3せい、Innocentius Ⅲ、1161年2月22日 - 1216年7月16日）は、12世紀末から13世紀初頭にかけての第176代ローマ教皇（在位:1198年 - 1216年）。本名はロタリオ・ディ・コンティ（Lotario dei Conti）。教皇権全盛期時代の教皇で、西欧諸国の政治に介入したことで有名である。

## 生涯
イタリア中部、アナーニ近郊のガヴィニャーノで生まれた。コンティ家は、裕福な伯爵家で、彼を含め9人の教皇を輩出したことで有名である。彼も、パリ大学で神学を、ボローニャ大学で法学を学び、1190年に若くして枢機卿になり、1198年1月8日に37歳で教皇に選出された。同年のうちに、インノケンティウスはローマ帝国領であったスポレート公国、アンコーナ、トスカーナ辺境伯への占有回復権を行使し、11月に死去した王母コスタンツァのあとを受け、シチリア王フリードリヒ（後の皇帝フリードリヒ2世）の後見となった。1201年にこれらの帝国領はローマ王オットー4世により正式に教皇領とされた（ノイス条約）。
1202年にはイスラム勢力の中心だったアイユーブ朝でアル＝アーディルが即位して反撃の兆しが見えたため、第4回十字軍を提唱する。しかし海路の輸送をヴェネツィア共和国に頼ったこの十字軍は、支払う輸送料を賄えなかったためにヴェネツィア共和国の利益を重んずるかたちで進行し、キリスト教徒の町であるザーラを襲い占領して略奪を行なった。これに激怒した教皇は十字軍を全て破門したが、この十字軍はさらに東ローマ帝国の帝位争いに介入し、1204年にコンスタンティノープルを征服して、ラテン帝国が建国されてしまう事になった（半世紀後に東ローマ帝国は復興した）。東ローマ帝国もキリスト教国家であるが、11世紀なかばに袂を分かった東西教会の合同を実現させるため、インノケンティウスはラテン帝国を承認している。
また少年十字軍の悲劇が起こったのも、この教皇の時代である。
1208年にホーエンシュタウフェン家の神聖ローマ皇帝フィリップの勢力を恐れて、ヴィッテルスバッハ家のバイエルン宮中伯オットー8世 (de) と計ってフィリップを暗殺した。
当時、西欧諸国では十字軍遠征に伴って国内で継承争いが勃発しており、インノケンティウスはローマ帝国の帝位継承争いに介入してヴェルフ家のオットー4世の帝位を承認したが、後にオットー4世がイタリア南部に侵入して勢力を拡大しようとしたために1210年に破門し、自分が暗殺した前帝フィリップの甥のフリードリヒ2世を帝位に就けてオットー4世を廃帝に追い込んだ。イングランドでは国王ジョンとカンタベリー大司教の選任をめぐって対立し、1209年にジョンを破門した。後にジョンは教皇の許しを得るためにイングランドを教皇に献上している（これが原因で大憲章（マグナ・カルタ）をめぐってイギリスに内乱が発生する一因をなした）。フランスでもフィリップ2世の離婚問題を理由にしてフランスを聖務停止にするなど、西欧諸国に対して王権より教皇権が優位である事を証明するに至った。
また、イベリア半島でレコンキスタの進行が思わしくない事からキリスト教国家に一致団結を呼びかけた。これが功を奏し、1212年にキリスト教諸国はナバス・デ・トロサの戦いでムワッヒド朝に大勝、以降はイスラム勢力に対して優位に立つ。
1209年には、教皇は西欧諸国で異端と見られるフランス南部のアルビ派にアルビジョア十字軍を派遣して弾圧している（これは没後の1229年まで継続）。
一方で1210年にアッシジのフランチェスコと会見し、フランシスコ会を承認するなど、新しい会派への理解も見せている。
このように教皇権の優位を示した反面、後半期では十字軍の暴走などその権勢に翳りが見え始めたのである。
1215年、第4ラテラン公会議で「教皇は太陽。皇帝は月」と演説した事は有名である。1216年に55歳で死去した。以後コンティ家はグレゴリウス9世、アレクサンデル4世、インノケンティウス13世と3人の教皇を輩出していった。